# Уран (фильм)
«Уран» — кинофильм, драма режиссёра Клода Берри. Экранизация романа Марселя Эме.

## Сюжет
Действие фильма происходит в небольшом французском городке сразу после второй мировой войны. Эхо боёв ещё не отгремело, а людям нужно возвращаться к мирной жизни. Часть домов пострадала после бомбёжки и в доме Аршамбё живёт несколько семей. Сам добросердечный Аршамбё с семьёй тихо пережил войну, что называется «не высовываясь». Теперь он делит кров с местным коммунистом Рене Гэньо, учителем и философом-любителем Вотреном и коллаборационистом Леопольдом — хозяином небольшого кафе. Основной конфликт развивается вокруг того что местные коммунисты предлагают в питейном заведении днём устроить школу для детей. Жители, разделяющие более правые взгляды, сопротивляются подобному решению.
В доме Аршамбё и так теснятся три семьи. Как-то ночью у него появляется нацистский предатель Максим Луэн и просит тайно приютить его как старого друга. Скрыть существование ещё одного соседа от других жильцов всё равно невозможно…

## В ролях
- Филипп Нуаре — Вотрен
- Жерар Депардьё — Леопольд
- Жан-Пьер Марьель — Аршамбё
- Мишель Галабрю — Монгла
- Мишель Блан — Рене Гэнё
- Жерар Десарт — Максим Луэн
- Фабрис Лукини — Жордан

## Премии и номинации
- 1991 — фильм участник конкурсного показа Берлинского кинофестиваля
- 1991 — семь номинаций на премию «Сезар».